# Shih-Wei Huang

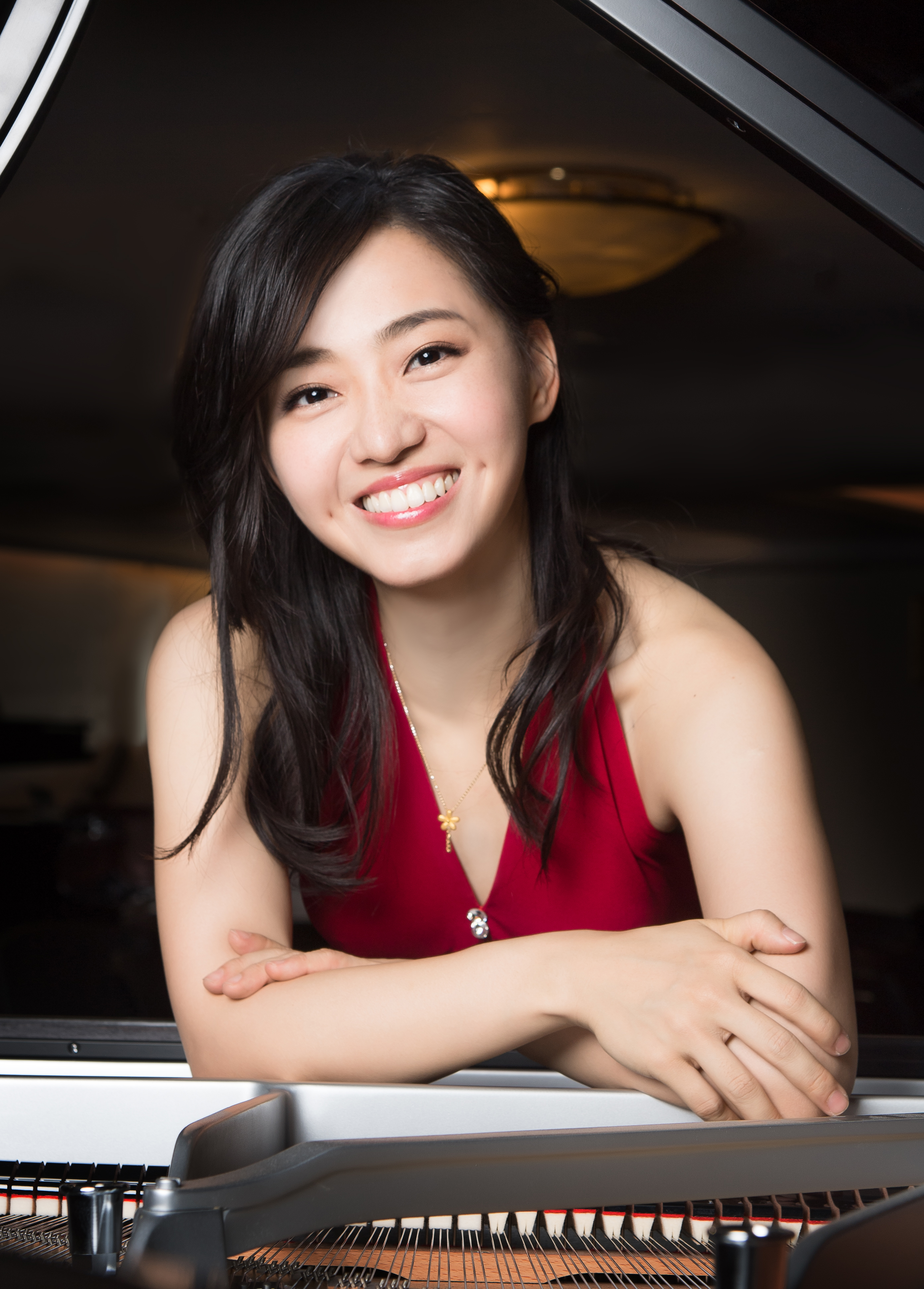
Shih-Wei Huang (2017)

Shih-Wei Huang (* 1988 in Taipeh, Taiwan) ist eine in Luzern lebende Pianistin.

## Laufbahn
Shih-Wei Huang begann im Alter von sechs Jahren Klavier zu spielen. Nach der musikalischen Grundausbildung absolvierte sie 2003 die Musikbegabungsklasse mit Hauptfach Klavier und Nebenfach Komposition an der Junior High School der National Taiwan Normal University in Taipeh. Im gleichen Jahr wurde sie am Curtis Institute of Music in Philadelphia aufgenommen, wo sie Klavier als Hauptfach und Komposition studierte und 2009 mit dem Bachelor of Music abschloss. Dann trat sie in die Yale University in New Haven ein, um ihr Klavierstudium fortzusetzen, welches sie 2011 mit dem Master of Music beendete.
Die meisten der folgenden Jahre waren dem Unterrichten und Aufführen gewidmet, um die Reife ihres Klavierspiels zu vertiefen. In dieser Zeit erwarb sie auch das Meisterklasse-Zertifikat an der Hochschule für Musik und Theater München. Es folgten das Solistendiplom und der Abschluss in Musikpädagogik an der Hochschule Luzern.
Huang studierte bei den Musikerinnen und Musikern Dieter Ammann, Hung-Kuan Chen, Claude Frank, Konstantin Lifschitz, David Serkin Ludwig, Matti Raekallio, Antti Siirala, Ruth Slenczynska, Rolf-Peter Wille, Lu Yen und Daming Zhu.
Seit ihrem 12. Lebensjahr nahm Huang an internationalen Wettbewerben teil, z. B. 2010 am Internationalen Chopin-Wettbewerb in Warschau und 2019 an der International Telekom Beethoven Competition Bonn. Erste Preise gewann sie unter anderem 2009 am Dorothy MacKenzie Artist Recognition Scholarship Award in New York City und 2011 an der Sorantin International Competition For Piano and Strings in San Angelo. 2015 und 2019 gewann sie den Stipendienwettbewerb für «Excellence Piano» des Hella Siegrist-Fonds der Hochschule Luzern.
2014 war Huang auf Tournee mit dem Kodály Zoltán World Youth Orchestra unter der Leitung von Tamás Vásáry. Neben Solorezitalen und Kammermusikkonzerten spielte sie mit Orchestern wie z. B. dem Luzerner Sinfonieorchester, dem National Taiwan Symphony Orchestra und dem Warschauer Symphonie-Orchester. 2022 schrieb sie ein Klavierlehrmittel «Musikreise» mit Eigenkompositionen.

## Diskografie
- Shih-Wei Huang in Concert 2020 (W.E.i Music Schweiz). Ludwig van Beethoven: Klaviersonate Nr. 31 As-Dur op. 110, Frédéric Chopin: Ballade Nr. 1 in g-moll op. 23, Pjotr Iljitsch Tschaikowski: Dumka op. 59, Franz Liszt: Konzert-Paraphrase über das Quartett aus Rigoletto S 434, Frédéric Chopin: Fantaisie-Impromptu in cis-moll op. 66, Pjotr Iljitsch Tschaikowski: Klavierkonzert Nr. 1 in b-moll op. 23 (1. Satz) mit dem Luzerner Sinfonieorchester (Dirigent: Frans Aert Burghgraef).
- Shih-Wei Huang plays Beethoven, Mussorgsky (W.E.i Music Schweiz). Ludwig van Beethoven: Klaviersonate Nr. 21 op. 53 «Waldstein», Modest Mussorgski: Bilder einer Ausstellung.